# Szewczenkiwśke (rejon połohowski)
Szewczenkiwśke (ukr. Шевченківське) – wieś na Ukrainie, w obwodzie zaporoskim, w rejonie połohowskim, w hromadzie Komysz-Zoria. W 2001 liczyła 987 mieszkańców, spośród których 865 wskazało jako ojczysty język ukraiński, a 122 rosyjski.